# Метшин, Ильсур Раисович
Ильсур Раисович Метшин (тат. Илсур Рәис улы Метшин, род. 24 апреля 1969, Республика Татарстан, г. Нижнекамск) — мэр города Казани с 2005 года, Президент Международной ассоциации «Объединенные города и местные власти Евразии», Президент Консультативного комитета ООН по вопросам местного самоуправления, Председатель Ассоциации городов и муниципалитетов стран БРИКС+.

## Биография

### Образование
- 1992 год — окончил юридический факультет Казанского государственного университета по специальности "правоведение".
- 1999 год — окончил аспирантуру при кафедре теории и истории государства и права юридического факультета Казанского государственного университета.
- 2004 год — прошел обучение по программе «Современные системы централизованного теплоснабжения» в Европейском Институте экологической чистой энергии.
- 2009 год — окончил курс «Офисные технологии» в Казанском научно-производственном объединении вычислительной техники и информатики.
- В 2015, 2016, 2017 годы  — прошел обучения по программам «Эффективное управление: Стратегия. Действия. Результаты», «Современные технологии менеджмента и их использование в реформе государственного управления», «Модель управления стратегическими проектами Республики Татарстан».
- 2018 год — прошел повышение квалификации по программе «Управление эффективностью в условиях цифровой экономики» в Российской академии народного хозяйства и государственной службы.
- 2020 год — прошел профессиональную переподготовку в Российской академии народного хозяйства и государственной службы по программе "Мастер государственного управления для руководителей"
- Кандидат юридических наук (тема диссертации: «Правовая система республики в составе Российской Федерации (на примере Республики Татарстан)»). КТ №020238 от 21.04.2000

## Трудовая деятельность
С 1988 по 1989 год — служба в рядах Советской Армии.
С 1993 по 1995 год — Заведующий Агентством по приватизации жилья Советского района г. Казани. 
С 1995 по 1997 год — Руководитель аппарата главы Администрации Советского района г. Казани. 
С 1997 по 1998 год — Первый заместитель главы Администрации Вахитовского района г. Казани - префект территории "Казанский посад" Республики Татарстан.
С марта по июнь 1998 года — Исполняющий обязанности главы Администрации Нижнекамского района и г. Нижнекамск Республики Татарстан.
С 1998—2005 годы — Глава Администрации Нижнекамского района и г. Нижнекамска.
С 2000—2004 годы — депутат Государственного Совета Республики Татарстан II созыва.
С 17 ноября по 2 декабря 2005 года — Глава администрации г. Казани Республики Татарстан. 
С 3 декабря по 31 декабря 2005 года — Руководитель Исполнительного комитета муниципального образования г. Казани Республики Татарстан.
С 1 января по 16 марта 2006 года — Руководитель Исполнительного комитета муниципального образования г. Казани Республики Татарстан.
12 марта 2006 года избран депутатом Казанской городской Думы
С 17 марта 2006 года по настоящее время — глава муниципального образования города Казани.
28 сентября 2006 года избран членом политсовета Казанского местного отделения партии «Единая Россия» и его секретарём.
4 октября 2006 года избран президентом Евроазиатского регионального отделения Всемирной организации «Объединенные города и местные власти».
27 октября 2010 года переизбран главой (мэром) города Казани городской Думой.
21 сентября 2015 года вновь переизбран мэром города Казани городской Думой.
C сентября 2015 года по 31 мая 2017 года — президент футбольного клуба «Рубин».
Входит в Президентский кадровый резерв России.

Ильсур Метшин инициатор создания Ассоциации городов и муниципалитетов стран БРИКС+. Об этом он заявил 21 июня 2024 года в рамках Международного форума городов стран БРИКС+.
Мимо этого, к инициативам мэра относится проведение в Казани всемирных студенческо-молодёжных спортивных игр Универсиада-2013. Под руководством Ильсура Метшина в Казани реализуются программы по предоставлению бесплатных школьных обедов для социально незащищённых детей, проекты «Добрая Казань», «Казань – город без бездомных животных», программа для людей серебряного возраста «Жизнелюб», проекты по созданию магазинов шаговой доступности вместо киосков, микрорайонных спортцентров и других.
Вместе с казанским сити-менеджером Маратом Загидулловым стал инициатором пилотной в постсоветской России реформы городского транспорта, которая была удостоена национальной премии «Золотая колесница»
Ильсур Метшин входит в состав правления Союза российских городов и является председателем Ассоциации городов Поволжья, избран в высший орган партийного управления — Генеральный совет партии «Единая Россия». По распоряжению Президента РФ Ильсур Метшин вошел в число представителей России в Палате местных властей Конгресса местных и региональных властей Совета Европы в 2016—2020 годах.
15 ноября 2019 года на Всемирном конгрессе ОГМВ в Дурбане был избран Председателем Консультативного комитета ООН по вопросам местного самоуправления 17 ноября 2021 года на заседании Всемирного Совета ОГМВ в Барселоне был избран Президентом всемирной организации «Объединённые города и местные власти».
Был членом Совета директоров ОАО «Нижнекамскнефтехим».

## Собственность
20 января 2020 года казанский штаб Алексея Навального опубликовал ролик «„Удащливый“ мэр Ильсур Метшин», в котором рассказывается о недвижимости Метшина на сумму около 700 миллионов рублей. Согласно расследованию, у Метшина есть семейная резиденция стоимостью 87 млн рублей. Цена участка, где расположен дом, может достигать больше полумиллиарда рублей. В центре города у мэра есть также квартира, цена которой может достигать 80 млн рублей. В мае вышло продолжение расследования, в котором рассказывается ещё об одном поместье семьи Метшиных в Мамадышском районе ценой свыше 100 млн рублей.
В октябре сотрудники того же штаба нашли у Ильсура Метшина коллекцию часов на общую сумму в 120 млн рублей.

## Награды
- Орден «За заслуги перед Отечеством» II степени (8 декабря 2024) — за большой вклад в решение социально-экономических задач и многолетнюю добросовестную работу[15]
- Орден «За заслуги перед Отечеством» III степени (28 марта 2019) — за большой вклад в социально-экономическое развитие города и многолетнюю добросовестную работу[16] 23 мая 2019 года Владимир Путин вручил Ильсуру Метшину Орден «За заслуги перед Отечеством» III степени. Обращаясь к Путину на церемонии награждения, Метшин сказал[17]:

Те международные мероприятия, […] начиная с 1000-летия Казани, Всемирной универсиады, чемпионата мира по водным видам спорта и, конечно, феерического чемпионата мира по футболу, который мы под Вашим руководством всей страной провели, поменяли инфраструктуру города и очень повысили качество жизни жителей. После каждого такого мероприятия у нас тысячи настоящих друзей по всему миру.
- Орден «За заслуги перед Отечеством» IV степени (23 января 2014) — за большой вклад в подготовку и проведение XXVII Всемирной летней универсиады 2013 года в городе Казани[18]
- Орден Александра Невского (8 августа 2022) — за достигнутые трудовые успехи и многолетнюю добросовестную работу[19]
- Орден Почёта (7 мая 2009) — за достигнутые трудовые успехи и многолетнюю добросовестную работу[20]
- Медаль «В память 1000-летия Казани» (2005)
- Орден «За заслуги перед Республикой Татарстан» (2018)
- Орден «Дуслык» — за серьёзный вклад в организацию и проведение XVI чемпионата мира по водным видам спорта 2015 года в Казани (2015)[21]
- Медаль «За доблестный труд» (Татарстан) (2005)
- Медаль «За заслуги в развитии местного самоуправления в Республике Татарстан» (2014)
- Лауреат премии «Российский национальный Олимп» в номинации «Лучший мэр года» (2002)
- Благодарность Президента Российской Федерации (2012)
- Памятная медаль «25 лет вывода войск из Афганистана» (13 марта 2014)[22]
- Почётная грамота полномочного представителя Президента Российской Федерации в Приволжском федеральном округе (2015)
- Приказом Министерства спорта Российской Федерации награждён памятной медалью «XXII Олимпийские зимние игры и XI Паралимпийские зимние игры 2014 года в г. Сочи»[23] (2016)
- Благодарность Председателя Совета Федерации Федерального Собрания Российской Федерации (2017)
- Почётная грамота Президента Российской Федерации — за вклад в подготовку и проведение общественно-значимых мероприятий (2022)[24]

## Семья
Ильсур Метшин родился 24 апреля 1969 года в Нижнекамске. Вырос в рабочей семье, папа работал инженером, мама — медсестрой.
У него два старших брата — Айдар и Айрат.
Женат, четверо детей: три сына и дочь. Дочь зовут Алия. Сыновья: Тимур, Тагир, Радмир. У Ильсура Метшина есть внук Багдасар, он родился в браке его дочери Алии Сагдиевой и ее мужа Баязита Сагдиева.
Брат И. Р. Метшина, Айдар, был главой Нижнекамского района, с конца 2021 года — депутат Государственной думы.

## Хобби
С юности Ильсур Метшин увлекается игрой в хоккей и футбол. В свое время он даже играл за молодежную хоккейную сборную Нижнекамска, и все годы, что был главой Нижнекамска, возглавлял команду ветеранов. Также является болельщиком казанского «Рубина».
Ильсур Метшин очень любит музыку и творчество российских рок-групп «Машина времени» и «Воскресенье». Сам себя неоднократно называл "машинистом", подчеркивая приверженность репертуару группы Андрея Макаревича. В молодости играл в музыкальной группе «Мир» на гитаре.

## Факты
- 21 августа 2014 года на городской конференции работников образования в Международном информационном центре Деревни Универсиады[27] Ильсур Метшин заявил, что эволюционной теории Чарлза Дарвина не место в школьной учебной программе, пообещал поднять этот вопрос на федеральном уровне[28][29], отметив, что «прослеживается заметная оторванность учебного процесса от реальности», в частности:

К моему удивлению я узнал, что до сих пор в школах детям преподают теорию Дарвина. Я лично читал в научной литературе, что выдающимися учеными давно доказано, что одинаковых клеток у обезьяны и человека нет. Почему мы продолжаем обманывать детей? Я бы не хотел, чтобы мои дети думали о том, что все мы произошли от обезьяны, а не от воли Всевышнего.
- В январе 2020 года Ильсур Метшин на заседании Совета по развитию местного самоуправления попросил Владимира Путина помочь муниципалитетам в решении проблемы износа сетей[31], а также вслед за наделением муниципалитетов полномочиями определить соответствующее финансирование[32]:Мэр, глава города, региона ежедневно должен решать проблемы: у него 20 задач, 10 патронов. Не у каждого талант с одного выстрела две мишени поразить, и вот они играют в эти «пятнашки» Кроме того, Метшин предложил создать Международный университет муниципального и регионального развития[33].